# Sponce
Sponce (izvirno srbsko Спонце) je naselje v Srbiji, ki upravno spada pod Občino Medveđa; slednja pa je del Jablaniškega upravnega okraja.

## Demografija
V naselju živi 155 polnoletnih prebivalcev, pri čemer je njihova povprečna starost 44.1 let (43.5 pri moških in 44.9 pri ženskah). Naselje ima 51 gospodinjstev, pri čemer je povprečno število članov na gospodinjstvo 3.51.
Prebivalstvo je večinoma nehomogeno.
|  |

| Demografija | Demografija     | Demografija     |
| Leto        | Št. prebivalcev | Št. prebivalcev |
| ----------- | --------------- | --------------- |
|             |                 |                 |
|             |                 |                 |
|             |                 |                 |
|             |                 |                 |
| 1948        | 467             |                 |
| 1953        | 519             |                 |
| 1961        | 497             |                 |
| 1971        | 339             |                 |
| 1981        | 279             |                 |
| 1991        | 142             | 142             |
| 2002        | 179             | 179             |
|             |                 |                 |

| Etnična sestava po popisu iz leta 2002 | Etnična sestava po popisu iz leta 2002 | Etnična sestava po popisu iz leta 2002 | Etnična sestava po popisu iz leta 2002 | Etnična sestava po popisu iz leta 2002 |
| -------------------------------------- | -------------------------------------- | -------------------------------------- | -------------------------------------- | -------------------------------------- |
| Srbi                                   | Srbi                                   |                                        | 26                                     | 14,52%                                 |
| Črnogorci                              | Črnogorci                              |                                        | 6                                      | 3,35%                                  |
| Neznano                                | Neznano                                |                                        | 0                                      | 0,0%                                   |